# Conferentie van Caïro
De Conferentie van Caïro werd gehouden tussen 22 -26 november 1943 in Caïro, Egypte en kreeg de codenaam Sextant. Het doel van de conferentie was om de doelstellingen van de geallieerde landen tegen Japan te bepalen en naoorlogse beslissingen met betrekking tot Azië te nemen. De bijeenkomst werd bijgewoond door de president van de Verenigde Staten Franklin Roosevelt, Brits premier Winston Churchill, en de leider van de Chinese republiek Chiang Kai-shek.
De resultaten werden gepubliceerd in de verklaring van Caïro, een ongesigneerd persbericht waarbij de geallieerde landen het Japanse rijk wil herverdelen na de Japanse overgave. De drie hoofdvermeldingen in de verklaring van Caïro waren:
1. Japan moest worden ontdaan van alle hun territoriale uitbreidingen (vooral de eilanden in de Grote Oceaan) die ze innamen vanaf de start van de Eerste Wereldoorlog.
2. Alle Chinese grondgebieden die Japan annexeerde (de vazalstaat Mantsjoekwo (nu Mantsjoerije), Formosa en de Pescadores eilanden) moesten worden teruggegeven aan de Chinese republiek.
3. Korea zou in de loop van de tijd een onafhankelijke staat worden.

Roosevelt en Churchill besloten een volgende conferentie in Teheran, Iran met Jozef Stalin te houden (de Conferentie van Teheran).
Op 26 juli 1945 verklaarden China, de Verenigde Staten van Amerika en Groot-Brittannië in de Verklaring van Potsdam dat de verklaring van Caïro zou worden uitgevoerd. De verklaringen werden echter nooit uitgevoerd en in 1955 werd de vraag gesteld of Formosa wel aan het communistische China moest worden gegeven. Zowel de toenmalige premier van Groot-Brittannië Winston Churchill als de minister van Buitenlandse Zaken Anthony Eden antwoordden op de vraag van het Lagerhuis dat sinds de verklaring er veel was veranderd en dat de intentie om Formosa bij China te voegen er nooit van was gekomen. Nog in 1955 verklaarde Japan in het Verdrag van San Francisco om zijn gezag over Formosa en de Pescadores op te geven maar het verdrag vermeldde niet aan wie het zijn gezag over de eilanden afstond.